# アントワン・フィッシャー きみの帰る場所
『アントワン・フィッシャー きみの帰る場所』（ - きみのかえるばしょ、原題: Antwone Fisher）は、2002年に公開されたアメリカ映画。デンゼル・ワシントンの初監督作品。
日本で劇場公開された際は『きみの帰る場所/アントワン・フィッシャー』、VHSと初盤DVDが発売された際は『A.Q. アントワン・Q・フィッシャー・ストーリー』という邦題がつけられた。

## 概要
一人の男性が精神科医とともに自分自身のトラウマ（養母からの身体的虐待、義理の従姉妹からの性的虐待および姉弟間の虐待）に満ちた過去と向き合い克服していく姿を描いた作品で、実在の人物であるアントワン・フィッシャーの自伝『Finding Fish』をベースに製作された。また、彼はこの映画の脚本家としてもスタッフロールにクレジットされている。
デンゼル・ワシントンはこの作品で映画監督デビューを果たし、またアントワンの診察を担当する精神科医ジェローム・ダヴェンポート役で出演もしている。
アントワン・フィッシャー役を演じたのは新人俳優のデレク・ルーク、その恋人役は元モデルのジョイ・ブライアントが演じている。

## ストーリー
小麦畑で8歳の少年アントワン・Q・フィッシャーが一人佇んでいる。視線の先には一軒の家がぽつんと立っており、ドアを開けるとそこには…
朝、空母内のベッドで寝ていた海軍兵士のアントワン・Q・フィッシャー（デレク・ルーク）は起床を告げるけたたましいベルの音で目覚めた。シャワーを浴びるために浴室に向かった彼は、声をかけてきた白人水兵に対して突如激昂し、殴りかかった。
アントワンは、白人水兵の人種差別的な発言が原因だと訴えたが聞き入れられず、すぐさま上官から90日間の下船禁止と精神科医の診察を受けるように言い渡された。
基地内所属の精神科医ジェローム・ダヴェンポート（デンゼル・ワシントン）は来院したアントワンに、自分自身や家族のことについて話すよう促す。アントワンの気が短く怒りっぽい性格は、彼の生い立ちに何らかの原因があると考えたのだ。頑なに口を閉ざすアントワンに、我慢強く接するダヴェンポート。やがてアントワンは、生みの親を知らずに孤児院で育ったこと、里子に出された家で受けた耐え難い虐待の記憶を語り始めた。
治療の後で基地内の書店に向かったアントワンは、想いを寄せているレジ係のシェリル・スモーレイ（ジョイ・ブライアント）に様子がおかしいことを勘付かれてしまうが、これをきっかけにお互いの心も通い始めるようになる。
ダヴェンポートとシェリルの支えのもと、自らの過去を語り、受け入れることで、アントワンは徐々に心を落ち着かせていく…。

## キャスト
※括弧内は日本語吹替
- アントワン・フィッシャー - デレク・ルーク（竹若拓磨）
  - アントワン・フィッシャー（7歳） - マルコム・デヴィッド・ケリー（白石涼子）
  - アントワン・フィッシャー（14歳） - コリー・ホッジス（増田淳）
- ジェローム・ダヴェンポート - デンゼル・ワシントン（小山力也）
- シェリル・スモーレイ - ジョイ・ブライアント（甲斐田裕子）
- バータ・ダヴェンポート - サリー・リチャードソン（五十嵐麗）
- ポーク・チョップ - レナード・アール・ハウズ（英語版）（天田益男）
- カンザス・シティ - ケント・スコット（楠大典）
- スリム - ケヴィン・コナリー（石田彰）
- グレイソン - ライノルド・グッディング
- テイト夫人 - ノヴェラ・ネルソン（英語版）（片岡富枝）
- アネット・エルキンズ - ヴァーニー・ワトソン＝ジョンソン（英語版）（小宮和枝）
- エヴァ・メイ - ヴィオラ・デイヴィス（藤生聖子）